# Microlepia venusta
Microlepia venusta là một loài dương xỉ trong họ Dennstaedtiaceae. Loài này được Mett. mô tả khoa học đầu tiên năm 1856.
Danh pháp khoa học của loài này chưa được làm sáng tỏ. 